# Compuesto de organosilicio

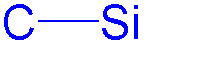
El enlace Carbono-Silicio está presente en los compuestos de organosilicio.

Los compuestos orgánicos de silicio o compuestos de organosilicio son compuestos orgánicos que contienen enlaces covalentes entre átomos de carbono y de silicio. La química de organosilicio es la rama de la química que estudia sus propiedades y reactividad.
Como el carbono, el silicio unido con enlaces covalentes a sustituyentes orgánicos es tetravalente y su estructura es tetraédrica. En general, los enlaces silicio-carbono no están presentes en los procesos bioquímicos, aunque hay informes de su existencia efímera en un alga de agua dulce. El primer compuesto orgánico de silicio conocido, el tetraetilsilano, fue descubierto por Charles Friedel y James Crafts en 1863 por reacción de tetraclorosilano con dietilzinc. Como excepción, el carburo de silicio es un compuesto inorgánico.

## Historia
En 1863 Charles Friedel y James Crafts hicieron el primer compuesto organoclorosilano. El mismo año también describieron un «éter de ácido polisilícico» en la preparación de ácido etilsilícico y metilosilícico. Frederic S. Kipping inició una amplia investigación en el campo de los compuestos orgánicos de silicio a principios del siglo XX. También había acuñado el término "silicona" (parecido a cetona, aunque esto es erróneo): 286  en relación con estos materiales en 1904. En reconocimiento de los logros de Kipping, la Dow Chemical Company había establecido un premio en la década de 1960 que se otorga por contribuciones significativas a la química del silicio. En sus obras, Kipping se destacó por usar el reactivo de Grignard para hacer alquilosilano y arilosilano y la preparación de oligómeros de silicona y polímeros por primera vez.
En 1945 Eugene G. Rochow también hizo una contribución significativa en la química del organosilicio al describir por primera vez el proceso de Müller-Rochow.

## Organosilanos
Los enlaces carbono - silicio son más largos en comparación con los enlaces carbono-carbono (longitud de enlace de 186 pm vs 154 pm) y son más débiles, con una energía de disociación del enlace de 451 kJ/mol frente a 607 kJ/mol. El enlace C-Si está algo polarizado hacia el carbono debido a su mayor electronegatividad (C=2,55 vs Si=1,90). Una manifestación de la polaridad de estos enlaces en los organosilanos se encuentra en la reacción de Sakurai. Los acoplamientos oxidativos del silicio está representados por el acoplamiento de Hiyama. Ciertos silanos de alquilo pueden ser oxidados para dar un alcohol como en la oxidación de Fleming-Tamao.
Ciertos silanos de alilo pueden ser preparados a partir de un éster alílico (como el compuesto 1) y de monosililcobre (como el 2).
En esta reacción se invierte la polaridad habitual del silicio en un enlace químico con el zinc y tiene lugar una sustitución alílica formal del grupo benzoiloxi.
La química de los silanos como el tetrametilsilano es comparable a la de los alcanos en muchos aspectos tales como la estabilidad térmica. El efecto β-silicio describe el efecto estabilizador de un átomo de β-silicio en un carbocatión, lo cual trae muchas implicaciones para la reactividad.

## Silóxidos
Hay que resaltar que los enlaces silicio - oxígeno son mucho más cortos y más fuertes (809 frente a 538 kJ/mol) que los enlaces carbono - oxígeno. La polaridad de este enlace aumenta hacia el oxígeno. Ejemplos de ello son los acetales de sililo RR'Si(OR)2, los silanoles, los siloxanos y el polímero polisiloxano. Los sililéteres son utilizados como grupos protectores de los alcoholes. Sólo los enlaces silicio - flúor son más fuertes que los enlaces carbono - flúor y es por eso que la fuente de flúor TASF (o, más habitualmente el TBAF) son útiles en la desprotección. La formación favorable de enlaces Si-O conduce a muchas reacciones orgánicas como el reordenamiento de Brook y la olefinación de Peterson.
Otra manifestación es la naturaleza altamente explosiva de los grupos pendientes con silicio, Si(CH2ONO2)4 y Si(CH2N3)4, del tetranitrato de pentaeritritol:
Un único cristal de este compuesto, sintetizado por primera vez en 2007, detona incluso cuando se pone en contacto con una espátula de teflón y, de hecho, fue imposible su completa caracterización. Otro factor que contribuye a su descomposición exotérmica (deducida de la experimentación mucho más segura in silico) es la capacidad del silicio en su fase de cristal para coordinarse con dos grupos de nitrito de oxígeno, además de su coordinación regular con los cuatro átomos de carbono. Esta coordinación adicional haría más fácil la formación del dióxido de silicio (uno de los productos de descomposición).

## Haluros de sililo
Los haluros de organosililo son reactivos importantes en química orgánica, en particular el cloruro de trimetilsililo Me3SiCl. Un método clásico llamado reacción de Flood para la síntesis de este tipo de compuestos es por calentamiento de hexaalquildisiloxanos R3SiOSiR3 con ácido sulfúrico concentrado y un haluro de sodio. Otros haluros de sililo relevantes son: diclorometilfenilsilano, dimetildiclorosilano,metiltriclorosilano, (4-aminobutil)dietoximetilsilano, tricloro(clorometil)silano ,  tricloro(diclorofenil)silano,  tricloroetilsilano,  triclorofenilsilano y  trimetilclorosilano.

## Hidruros de sililo
El enlace silicio - hidrógeno es más largo que el enlace C-H (148 frente a 105 pm de longitud de enlace) y es más débil (299 frente a 338 kJ/mol de energía de enlace). El hidrógeno es más electronegativo que el silicio y de ahí la convención de nomenclatura de hidruro de sililo (al igual que el grupo metilo que deriva del metano). El compuesto de origen SiH4 se llama silano, y uno de sus derivados es el fenilsilano. Los hidruros de sililo son muy reactivos y se utilizan como agentes reductoress, por ejemplo, PMHS. 
En un estudio el trietilsililo se utilizó en la conversión de un fenilazida en un anilina:
En esta reacción el ACCN es un iniciador de radicales y un tiol alifático transfiere el carácter radical al hidruro de sililo. El radical libre trietilsililo reacciona luego con la azida con expulsión de nitrógeno a un radical N-sililarilaminilo que abstrae un protón de un tiol para completar así el ciclo catalítico: 
El tratamiento final con agua produce la anilina. 
Los hidruros de sililo pueden incluso producir hasta la reducción de moléculas muy estables como dióxido de carbono (para dar metano):
Aunque ello necesita un sistema catalizador muy complejo.

### Hidrosililación
Los hidruros de sililo reaccionan con diferentes sustratos insaturados como alquenos, alquinos, iminas, carbonilos y oximas dando nuevos compuestos orgánicos de silicio en un proceso llamado hidrosililación. En la reacción de hidruro de trifenilsililo con fenilacetileno el producto de reacción es un isómero trans o cis, o el vinilsilano geminal, por ejemplo: trans
En la sililmetalación relacionada, un metal reemplaza al átomo de hidrógeno.

## Silenos
Los compuestos orgánicos de silicio, a diferencia de sus homólogos de carbono, no poseen una rica química del doble enlace debido a la gran diferencia de electronegatividad. Los compuestos existentes con enlaces sileno Si=C (también conocidos como alquilidensilanos) son curiosidades de laboratorio, tales como el análogo del benceno con átomos de silicio silabenceno. En 1967, L. E. Gusel'Nikov y M. C. Flowers proporcionaron la primera evidencia de la existencia de los silenos a partir de la pirólisis del dimetilsilaciclobutano. El primer sileno estable (cinéticamente blindado) fue descubierto en 1981 por Brook.
Los disilenos tienen doble enlace Si=Si y los disilinos son análogos de un alquino con silicio. El primer silino (con un triple enlace entre silicio y carbono, Si≡C) fue informado en 2010.

## Siloles

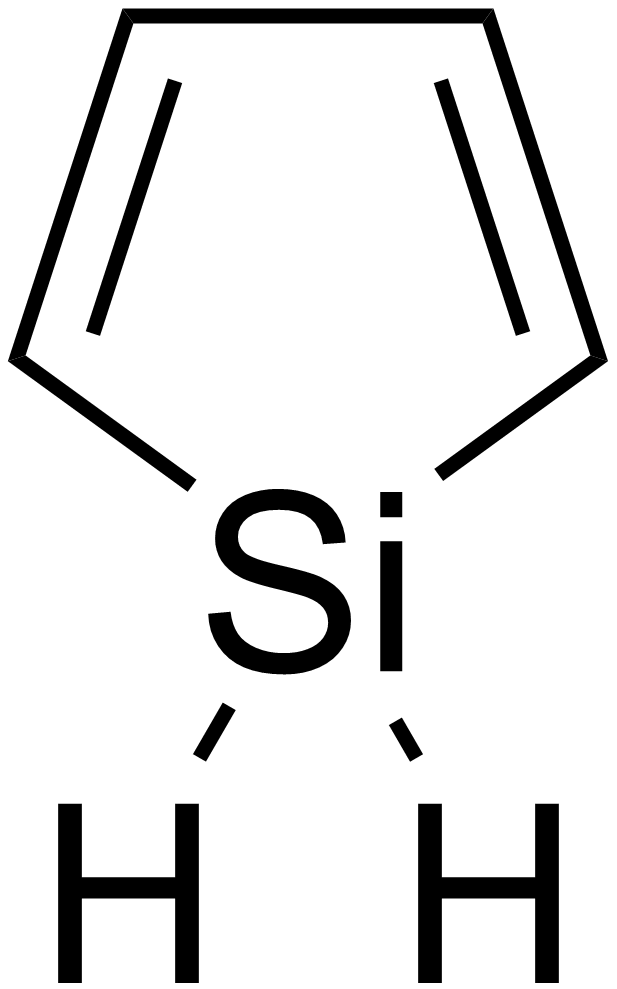
Estructura química del silol

Los siloles, también llamadosilaciclopentadienos, son miembros de una clase más amplia de compuestos llamados metaloles, son los análogos de los pirroles con silicio y son de actual interés académico debido a su electroluminiscencia y otras propiedades electrónicas. Los siloles son eficientes en el transporte de electrones. Deben su bajo LUMO a una interacción favorable entre el orbital sigma antienlazante del silicio con un orbital pi antienlazante del fragmento butadieno.

## Silicio hipercoordinado
A diferencia del carbono, los compuestos de silicio pueden presentar coordinación con cinco átomos, como ocurre en un grupo de compuestos que van desde los llamados silatranos, por ejemplo, el fenilsilatrano, a un único pentaorganosilicato estable:

## Aplicaciones
Los compuestos organosilícicos se encuentran ampliamente en productos comerciales. Los más comunes son los antiespumantes, masillas (selladores), adhesivos y revestimientos hechos de siliconas. Otros usos importantes son los adyuvantes agrícolas y de control de plantas que se suelen utilizar junto con herbicidas y fungicidas.

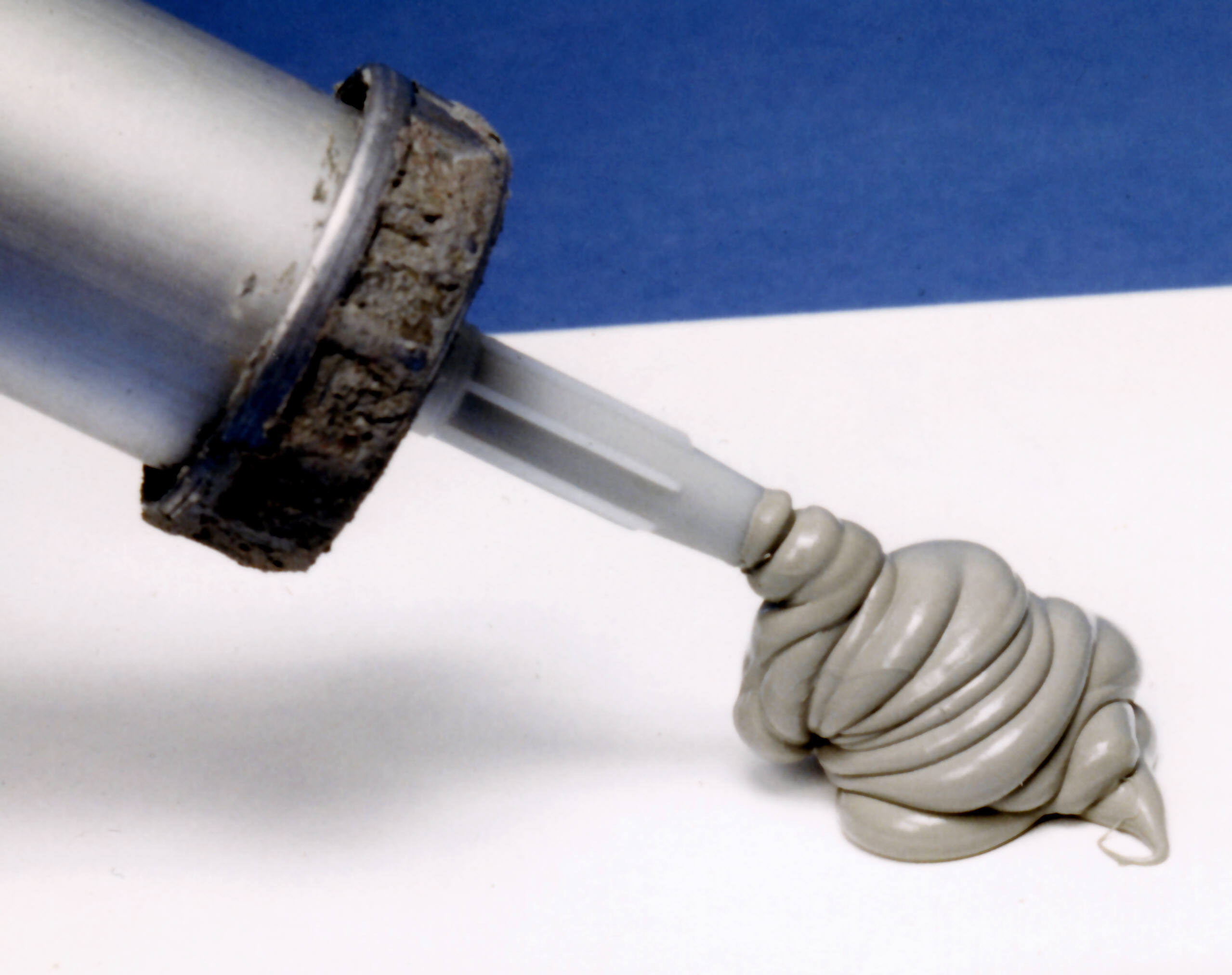
Las masillas de silicona, selladores comerciales, están compuestas principalmente por compuestos organosilícicos mezclados con endurecedor

.

### Biología y medicina
Los enlaces carbono-silicio están ausentes en biología, sin embargo se han utilizado enzimas para crear artificialmente enlaces carbono-silicio en microbios vivos. Silicatos, por otra parte, tienen existencia conocida en diatomeas. El silafluofeno es un compuesto organosilícico que funciona como piretroide insecticida. Se han investigado varios compuestos organosilíceos como productos farmacéuticos.

## Enlaces químicos del carbono con el resto de átomos
| CH  |     |     |     |     |     |     |     |     |     |     |     |     |     |     |     |     |     | He  |
| CLi | CBe |     |     |     |     |     |     |     |     |     |     | CB  | CC  | CN  | CO  | CO  | CF  | Ne  |
| CNa | CMg |     |     |     |     |     |     |     |     |     |     | CAl | CSi | CP  | CS  | CS  | CCl | CAr |
| CK  | CCa | CSc | CTi | CV  | CCr | CMn | CFe | CCo | CNi | CCu | CZn | CGa | CGe | CAs | CSe | CSe | CBr | CKr |
| CRb | CSr | CY  | CZr | CNb | CMo | CTc | CRu | CRh | CPd | CAg | CCd | CIn | CSn | CSb | CTe | CTe | CI  | CXe |
| CCs | CBa |     | CHf | CTa | CW  | CRe | COs | CIr | CPt | CAu | CHg | CTl | CPb | CBi | CPo | CPo | CAt | Rn  |
| Fr  | CRa | Rf  | Db  | CSg | Bh  | Hs  | Mt  | Ds  | Rg  | Cn  | Nh  | Fl  | Mc  | Lv  | Lv  | Ts  | Og  |     |
|     |     | ↓   |     |     |     |     |     |     |     |     |     |     |     |     |     |     |     |     |
|     |     | CLa | CCe | CPr | CNd | CPm | CSm | CEu | CGd | CTb | CDy | CHo | CEr | CTm | CYb | CYb | CLu |     |
|     |     | Ac  | CTh | CPa | CU  | CNp | CPu | CAm | CCm | CBk | CCf | CEs | Fm  | Md  | No  | No  | Lr  |     |

| Química orgánica básica.                        | Muchos usos en Química.           |
| Investigación académica, pero no un amplio uso. | Enlace desconocido / no evaluado. |

- sililenos, compuestos homólogos del carbeno y los sililenoides que son homólogos de los carbenoides.